# Ходкевич, Григорий Александрович
Григо́рий Алекса́ндрович Ходке́вич (бел. Рыгор Аляксандравіч Хадкевіч, пол. Grzegorz Chodkiewicz, укр. Григорій Олександрович Ходкевич; около 1505 — 12 ноября 1572 или 19 ноября 1573 года) — западнорусский магнат, государственный деятель и военачальник Великого княжества Литовского.

## Биография
Происходит из известного западнорусского магнатского рода Ходкевичей. Второй сын воеводы новогрудского Александра Ивановича Ходкевича (ок. 1475—1549) и княжны Василисы Ярославны Головчинской. В 1544—1559 годах подкоморый ВКЛ. С середины XVI века занимал высокие должности воеводы витебского (с 1554), воеводы киевского (с 1555), каштеляна трокского (с 1559), гетмана польного литовского (с 1561), каштеляна виленского (с 1564), гетмана великого литовского (с 1566). Также занимал должность старосты ковенского, могилевского, гродненского, тыкоцкого. Был сторонником самостоятельности Великого княжества Литовского и противником Люблинской унии. Протестуя против федеративного объединения с Польшей в Речь Посполитую, в 1569 отказался от всех государственных и административных должностей. Участвовал в Ливонской войне. В битве при Улле командовал конницей, которая первой ударила по противнику, а после преследовала вражеские части. К магнатскому роду Радзивиллов относился враждебно.

##### Книгопечатание
В 1568 году основал типографию при православном монастыре в местечке Заблудово Гродненского повета (ныне Белостокский повят Подляского воеводства в Польше, где продолжили свою деятельность московские первопечатники Иван Фёдоров и Пётр Мстиславец, бежавшие от преследований из Москвы. В Заблудове ими было напечатано «Евангелие учительное» — сборник бесед и поучений с толкованием евангельских текстов (сохранилось 44 экземпляра), с гербом Григория Ходкевича на обороте титульного листа. Уже без Петра Мстиславца, выехавшего в Вильну, Иван Фёдоров напечатал в заблудовской типографии «Псалтырь с Часословцем» (сохранилось 4 экземпляра). Давление католического духовенства вынудило Григория Ходкевича в 1570 году отказаться от поддержки кириллического православного книгопечатания.
Дожил до конца своих дней в Заблудове. Согласно его воле похоронен в катакомбах Благовещенского собора в Супрасле

## Семья
Григорий Ходкевич был женат на княжне Екатерине Ивановне Вишневецкой (ум. ок. 1580), дочери князя Ивана Михайловича Вишневецкого (ок. 1490—1542), державца черкасского и пропойского, и Анастасии Семёновны Олизарович.

### Дети
- Андрей (ум. 1575/1576) — подстолий великий литовский
- Александр (ум. 1578) — староста гродненский и могилевский
- Александра (ум. 1570) — жена польного гетмана литовского и воеводы брацлавского, князя Романа Фёдоровича Сангушко (1537—1571)
- Анна (ум. после 1595) — жена каштеляна киевского Павла Ивановича Сапеги (ум. 1580) и каштеляна виленского Павла Паца (ок. 1530—1595)
- София — жена старосты оршанского и воеводы смоленского Филона Кмита (1530—1587).